# Пассек, Вадим Васильевич
Ва́дим Васи́льевич Па́ссек (1808—1842) — русский писатель, историк и этнограф. Брат Диомида и Василия Пассеков.

## Биография
Сын ссыльного дворянина Василия Васильевича Пассека, обвинённого по ложному доносу, родился 20 июня (2 июля) 1808 года в Тобольске, где жил в это время его отец. Вернуться из ссылки отцу с многочисленной семьёй (семнадцать детей) разрешили в 1824 году.
В 1826 году Пассек поступил на отделение нравственных и политических наук Московского университета. Одновременно слушал лекции на других отделениях — словесном и физико-математическом. В университете Пассек близко сошелся с А. И. Герценом. Время окончания Пассеком университетского курса совпало со страшной холерой в Москве осенью 1830 года; борьбой с холерой Пассек и начал свою службу; отдав себя в распоряжение холерного комитета, он работал с редким самоотвержением и, не довольствуясь своей обязанностью по заведованию канцелярией и хозяйственной частью больницы, ухаживал за больными наравне с докторами; с некоторыми медиками делал на себе опыты прилипчивости холеры, благополучный исход которых помог смелее относиться к болезни и привлёк больше добровольцев. Это время он описал в очерке «Три дня в Москве во время холеры» («Молва», 1831, № 27—29).

Путевые записки Вадима — истинное диво дивное! Чего-то в них нет! И юношеские рассуждения, и археологические мечты, и исторические чувствования — все это так и рябит в глазах читателя. А риторика, риторика — о! Да тут разливанное море риторики!… Не ищите грамматических ошибок, не ищите бессмысленности; но не ищите и новых мыслей, не ищите выражений, ознаменованных теплотою чувства… Риторика все потопила!

Весной 1834 года, ещё до защиты диссертации, Пассек получил от помощника попечителя Харьковского учебного округа графа A. H. Панина предложение занять кафедру русской истории в Харьковском университете, однако разрешения на чтение лекций Пассеку дано не было, поскольку в это время были арестованы члены «герценовского кружка», а за Пассеком установлен тайный надзор. До 1837 года Пассек с семьёй жил в Харьковском имении Пассековка, с 1836 года числясь в командировке от статистического отделения Министерства внутренних дел. Вслед за статистическим описанием Харьковской губернии, представленным в министерство в 1837 году, Пассеку было поручено описание Таврической губернии; эта работа заставила его переехать в Одессу, затем — в Крым; описание Таврической губернии было им окончено в 1838 году. В это время Пассек задумал издание, в котором читателей можно бы было приобщать к историческим знаниям, знакомить с традициями многонационального народа, населявшего Россию. Это издание получило название: «Очерки России». Первая книга из пяти вышла в Петербурге в 1838 году, последняя — в 1842 году (кн. 1 — СПб., 1838; кн. 2, 3 и 4. — М., 1840; кн. 5. — М., 1842). Пассеку принадлежал целый ряд очерков, помещённых в издании: «Киево-Печерская обитель», «Праздник Купалы» (кн. 1), «Отрывки из путешествия по Крыму» (кн. 2, 4), «Малороссийские святки» (кн. 3), «Окрестности Переяславля» (кн. 4), «Простонародные средства лечения» (кн. 3, 4), «Веснянки» (кн. 5) и др. В сборнике было помещено немало литографий мастеров 1820—1840-х годов; около трети литографий — по рисункам Пассека.
Осенью 1839 года семья переехала в Москву, где Пассек заведовал отделом Статистического комитета. В 1841 году он закончил «Статистическое описание Московской губернии», признанное образцовым. В этом же году он был назначен редактором нового официального издания: «Прибавления к Московским Губернским Ведомостям». Историко-этнографические и археологические работы Пассека в период жизни в Москве ввёл его в круг славянофилов: А. Ф. Вельтман, М. П. Погодин, С. П. Шевырёв, В. И. Даль, M. H. Загоскин. В 1842 году Пассеком была издана «Московская справочная книжка», которая явилась первым изданием такого рода — маленькая, карманного формата, она знакомила читателей с историей города, памятниками архитектуры, включала книгу адресов.
По понедельникам в доме Пассека проходили вечера, беседы на которых, по словам его жены, Татьяны Пассек, «касались большей частью литературы, умственного движения, общественных новостей и политики». Рассказывая о «понедельниках», жена Пассека отмечала:

Недостаточность средств отзывалась и на наших понедельниках. Кроме чая с самыми простыми принадлежностями, ничего не подавалось, но, несмотря на это, на понедельники сбиралось до двадцати пяти человек, иногда и больше. Бедность обстановки искупалась искренностью приёма и свободой. Входя к нам, каждый чувствовал себя как бы у себя, не стесняясь высказывал своё мнение, не раздражаясь выслушивал противоположное воззрение. Вадим умел сообщить всем свою терпимость, своё чувство меры и симпатичность; речь его была спокойна, ясна, проста, без преувеличенных идей и чувств и без пылкой заносчивости.— Т. П. Пассек, «Из дальних лет», т. 2, гл. 40.
В 1841 году Вадим Васильевич Пассек по просьбе архимандрита Мельхиседека литературно обработал его собственный труд, написав историю Симонова монастыря и вместо 300 рублей за работу взял место для своей семьи на кладбище монастыря. Через год, 25 октября (6 ноября) 1842 года, вскоре после смерти трёхлетней дочери, потерю которой тяжело переживал, Вадим Васильевич Пассек скончался от скоротечной чахотки и был похоронен в Симоновом монастыре, о котором когда-то написал:

Много и в глубине моей души осталось воспоминаний о Симоновой обители: тепла здесь была моя молитва, радостно и грустно бывало на душе…

Благоговею пред тобою, люблю тебя, священная обитель!

## Деятельность
Собственно литературная деятельность В. В. Пассека началась в 1831 году статьей «Три дня в Москве во время холеры», в которой автор дал довольно наглядное и рельефное изображение бедствия, обрушившегося на Москву.
Следующей работой стали «Путевые записки Вадима» (Москва, 1834), послужившие одним из поводов к охлаждению его дружбы с кружком Герцена.
Дальнейшие работы Пассека печатались, по преимуществу, в «Очерках России» и в «Прибавлениях к Московским Губернским Ведомостям». Они давали изображение разных племен России («Осетины», «Самоеды Березовского уезда», «Поверье финнов»), описание быта и обычаев и записи песен Великой и особенно Малой Руси ("Малорусские святки", "Малорусская свадьба", «Малорусские поверья», «Купало», «Веснянки», «Русский простонародный костюм Тверской губ.» и др.), замечания по народной словесности и истории литературы (предисловие к статье Макарова «Москва в своих родных песнях», «Котляревский и его Энеида»), статьи по исторической географии («Границы южной России до нашествия татар»), сведения об исторических местностях России («Киево-печерская обитель», «Историческое описание Симонова монастыря», «Царево-Борисов», «Береславль», «Окрестности Переяславля», «О состоянии Москвы и Московской губернии в царствование Петра Великого», «Киевские золотые ворота»), исторические замечания о русском языке («Олегов ключ»), путевые заметки о южной России («Отрывки из путешествия в Крым», «Ногайские степи», «Слобода Хаплуновка» и др.).
В. В. Пассеком был написан ряд чисто научных трудов по изучению курганов и городищ. Он предполагал исследовать курганы и городища на всем протяжении России «от Дуная до Забайкалья», как он выразился в представлении Московскому Обществу истории и древностей; Общество поручило ему обозреть курганы какой-нибудь одной губернии, что и было им исполнено по отношению к Харьковской губернии (описание курганов и городищ было напечатано в нескольких редакциях). Совершенно особняком стоят работы Пассека по статистике — работы официального характера, исполнявшиеся по поручению Министерства Внутренних Дел; это: «Историко-статистическое описание Харьковской губернии», «Города Харьковской губернии», «Статистическое описание Таврической губернии» и «Статистическое описание Московской губернии». Кроме того, им были выполнены неофициальные работы по статистике, напечатанные в «Прибавлениях к Московским Губернским Ведомостям».

## Сочинения
- Московская справочная книжка, изданная Вадимом Пассеком, действительным членом Общества истории и древностей российских и правителем дел Московского статистического комитета : При книжке приложены: гербы всех городов Моск. губ., план Москвы, подробный план Кремля, карта Губернии, пожарные знаки, вид Москвы в прошедшем веке и вид Останкина. — Москва: тип. А. Семена при Медико-хирург. акад., 1842. — 421 с.
- Путевые записки / [Соч.] Вадима*. — Москва: тип. С. Селивановского, 1834. — [4], 180 с.
- Историческое описание Московского Симонова монастыря. — Москва: в тип. С. Селивановского, 1843. — [5], 237, [4] с.
- Очерки России, издаваемые Вадимом Пассеком : [Сб. ст. и отрывков из произведений В. Пассека, И. Срезневского, А. Вельтмана и др.]. Кн. 1-5. — Санкт-Петербург:  тип. Н. Греча, 1838—1842. — 5 т.;
  - Кн. 1. — 1838. — VIII, 281 с.
  - Кн. 2. — 1840. — 216, 28, 5 с.
  - Кн. 3. — 1840. — 220, 38, 7 с.
  - Кн. 4. — 1840. — 178, 40, 9 с.
  - Кн. 5. — 1842. — 237 с.
- / Сост. и отв. ред. О. А. Платонов. — М.: Институт русской цивилизации, 2014. — 448 с. — ISBN 978-5-4261-0053-4.